# كي. تي. رامة راو
كي. تي. رامة راو هو سياسي هندي، ولد في 24 يوليو 1976 في كريم نجر في الهند. نشط حزبياً في Bharat Rashtra Samithi ‏. وقد انتخب Minister for Information and Technology ‏ وانتخب Member of the Telangana Legislative Assembly ‏ عن دائرة Sircilla Assembly constituency ‏ وقد انضم خلال فترته النيابية ‏ للكتلة البرلمانية Bharat Rashtra Samithi ‏.